# Fanahammaren
Fanahammaren (eller Fanahammeren) är en tidigare tätort i Bergens kommun i Vestland fylke i västra Norge. Orten är belägen på den sydvästra delen av Bergenshalvön.
Sedan 2021 räknar Statistisk sentralbyrå Fanahammeren som en del av tätorten Bergen.